# Renaissance São Paulo Hotel

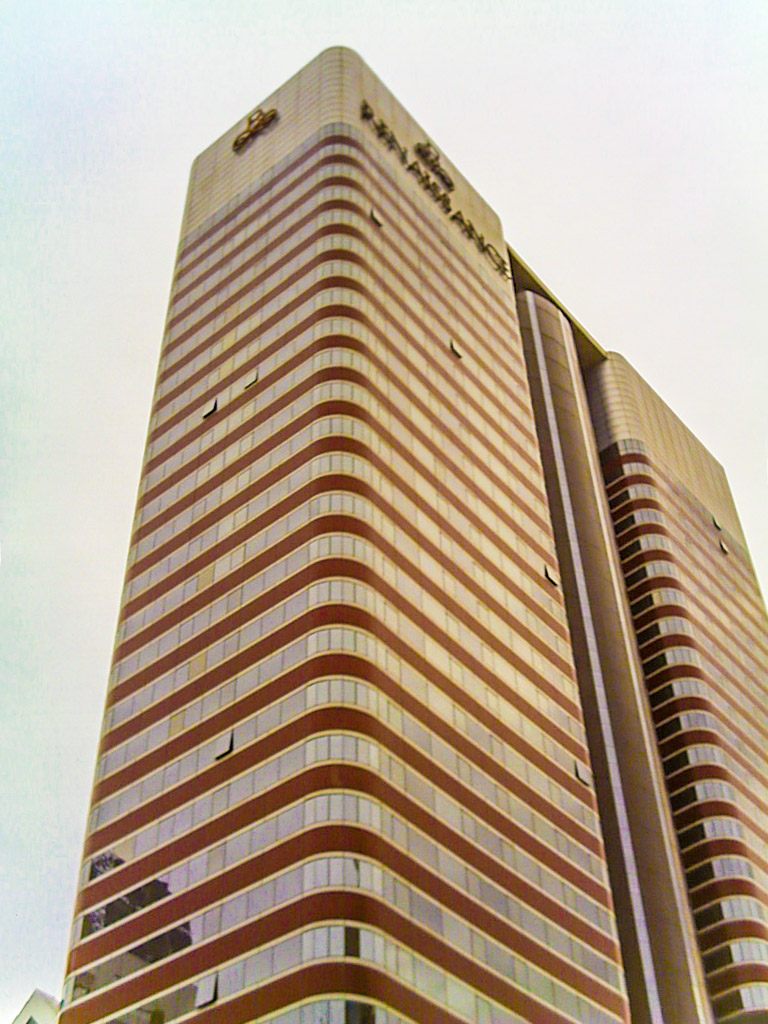
O Renaissance São Paulo Hotel

O Renaissance São Paulo Hotel é um hotel de luxo da rede Marriott, localizado na região dos Jardins, em São Paulo. Inaugurado em setembro de 1997, conta com 444 apartamentos, sendo 56 suítes e uma presidencial de 309 metros quadrados, e cerca de 420 funcionários. O hotel faz parte da marca Renaissance Hotels & Resorts, que é parte da rede Marriott International.

## História
Em 1987 seu terreno, com 5 039 metros quadrados, era considerado "uma das joias mais valiosas do mercado imobiliário paulistano" segundo a revista Veja em São Paulo e tinha como projeto uma torre de escritórios de dezoito andares e o que seria o maior shopping center da cidade, com oito pisos de lojas além de diversos subsolos de garagens. "Esse terreno é um espaço único, um cinco-estrelas com louvor, e terá uma obra do mesmo quilate", avisava à época um diretor da construtora Encol, então dona do terreno.
Destacado pelo design moderno — o projeto ganhou o Prêmio Master de Arquitetura de 1996 —, desenvolvido por Ruy Ohtake, foi fundado em 1997 e possuía na época 452 apartamentos distribuídos em 27 andares. Em suas instalações fica localizado o Teatro Renaissance, com capacidade para 462 pessoas e administração terceirizada, inaugurado em 1999 com peças estreladas por Bibi Ferreira e Raul Cortez. O único restaurante do hotel é o Terraço Jardins, aberto com cozinha internacional. Havia ainda um bar, o Havana Club, um dos poucos da cidade a oferecer um cigar room, e que tinha ainda uma pista de dança, incomum a bares de hotel em São Paulo.
Depois de uma reforma em 2008, seu spa passou a ser um dos maiores da cidade, com salas de terapias e de tratamento, inclusive faciais.

## Arte
O Renaissance São Paulo Hotel possui um grande acervo de obras de arte, entre as quais:
- Vibrações em Vermelho 2001, de Aracanjo Ianelli (Lobby);
- Cantareira, de Gregório Gruber (Hall do teatro, piso E1);
- 2 óleos (preto e vermelho), de Siron Franco (Hall do piso E2);
- Rasgo, escultura de Emanoel Araújo (esquina da Al. Santos com R. Haddock Lobo, área externa do hotel);
- Painel de Cerâmica, de Francisco Brennand (portaria da Al. Jaú);
- Traveller, de José Alberto Aguilar (Piso E3);
- Bambutorsos, painel em pastilhas coloridas de Antonio H. Amaral (Restaurante Terraço Jardins);
- Mural de cerâmica de Tomie Ohtake (Piso E2).